# اعلامیه جهانی رفاه جانوران
اعلامیه جهانی رفاه جانوران (به انگلیسی: Universal Declaration on Animal Welfare (UDAW))، یک توافقنامه بین‌دولتی پیشنهادی برای به رسمیت شناختن این است که جانوران حساس هستند، برای جلوگیری از ستم و کاهش رنج، و ارتقای استانداردهای رفاه جانوران مانند جانوران مزرعه، جانوران همراه و جانوران در علم و پژوهش، جانوران در خشکسالی، حیات وحش و جانوران در زمان تفرج بکاهد.